# Big Bill Morganfield
William Morganfield, detto Big Bill (Chicago, 19 giugno 1956), è un cantante e chitarrista statunitense di genere blues, figlio del bluesman Muddy Waters (il cui vero nome era McKinley Morganfield).

## Carriera
Big Bill Morganfield ha iniziato a suonare la chitarra relativamente
tardi nella sua vita. Non è stato fino al 1983, quando suo
padre McKinley Morganfield (Muddy Waters) è scomparso, che Bill ha deciso di perseguire una carriera musicale. Durante i successivi anni  ha imparato a suonare la chitarra e a eseguire gli standard blues. Dopo aver affinato le sue competenze, ha pubblicato il suo primo album, Rising Son, nel 1999. L'album, che presenta diversi ex membri della band di suo padre, ha ottenuto un notevole apprezzamento. Nel 2000, ha ricevuto il Premio W. C. Handy  per il Best New Artist Blues. Bill vive ad Atlanta, in Georgia, e si esibisce regolarmente in tutto il mondo.

## Discografia
- 1999 - Rising Son
- 2001 - Ramblin' Mind
- 2003 - Blues in the Blood
- 2009 - Born Lover